# Klub nocny

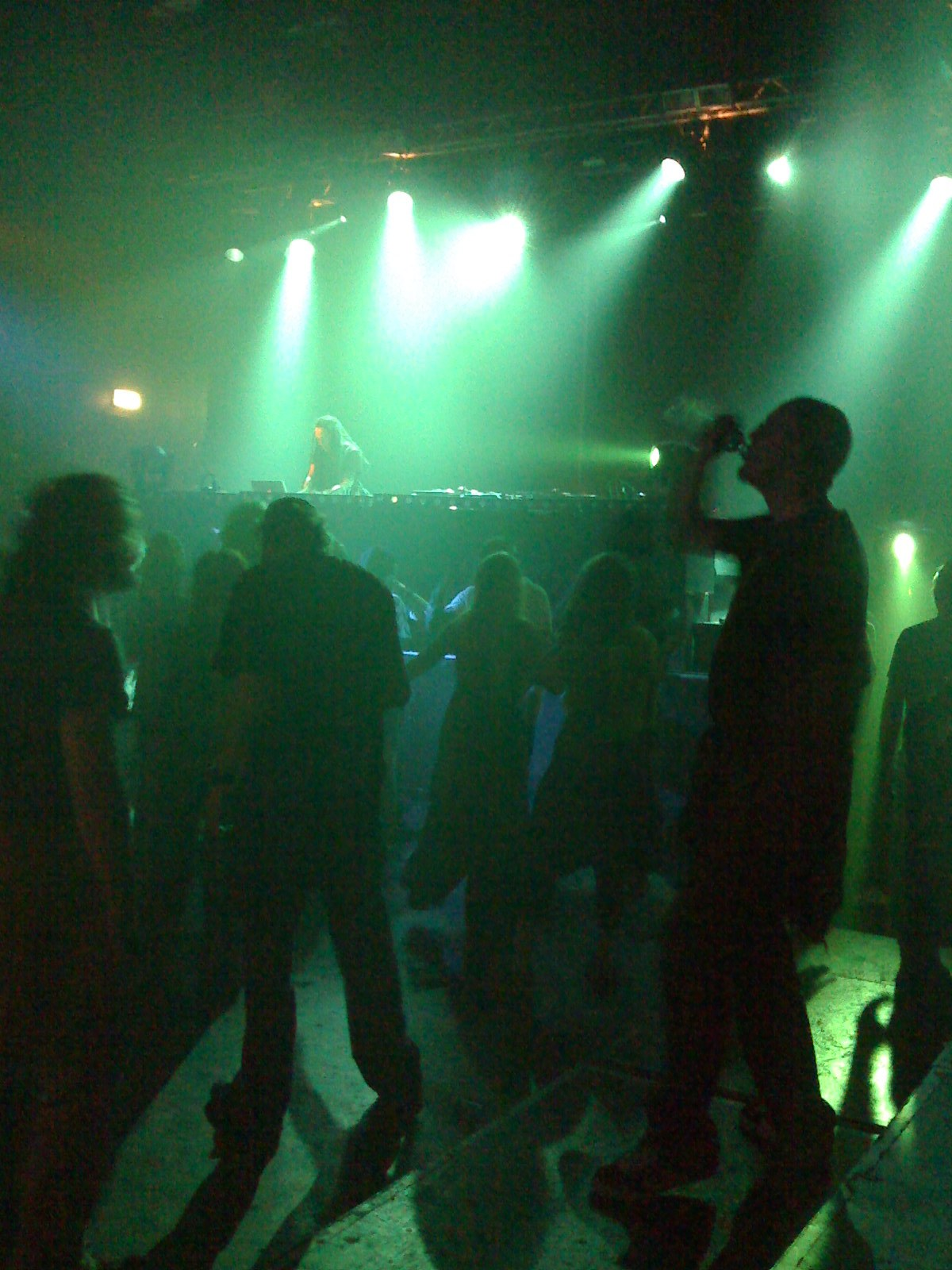
Klub Tivoli de Helling

Klub nocny, klub muzyczny lub po prostu klub – miejsce organizacji występów muzycznych i artystycznych, imprez tematycznych lub po prostu miejsce spotkań młodych ludzi, którzy bawią się przy akompaniamencie muzyki, najczęściej opracowywanej przez DJ-a lub grupę DJ-ów.
W wielu językach, kluby określane są jako „dyskoteki” lub „disco”. We francuskim discothèque, niemieckim: Disko. W japońskim ディスコ, disuko odnosi się do starszych, mniejszych, mniej popularnych miejsc (bardzo podobnie jak polskie dyskoteki, które są gorzej kojarzone od klubów), podczas gdy クラブ, kurabu odnosi się do nowszych, bardziej popularnych lokali. Określenie klub nocny odnosi się głównie do tego, iż działalność klubów odbywa się zazwyczaj w nocy.

## Rodzaje klubów
Jest wiele rodzajów klubów, oferujących różne gatunki muzyczne i goszczących różne subkultury (np. kluby hip-hopowe, rockowe, z muzyką klubową itp.). Niektóre kluby nie są związane z muzyką, np. kluby komediowe prezentują występy komików, a w klubach teatralnych można obejrzeć przedstawienia grup aktorskich.
Innym rodzajem klubów są kluby koncertowe, skupiające się na występach muzyków. W takich lokalach parkiet jest często bardzo mały lub praktycznie go nie ma, co upodabnia klub do pubu.

## Clubbing

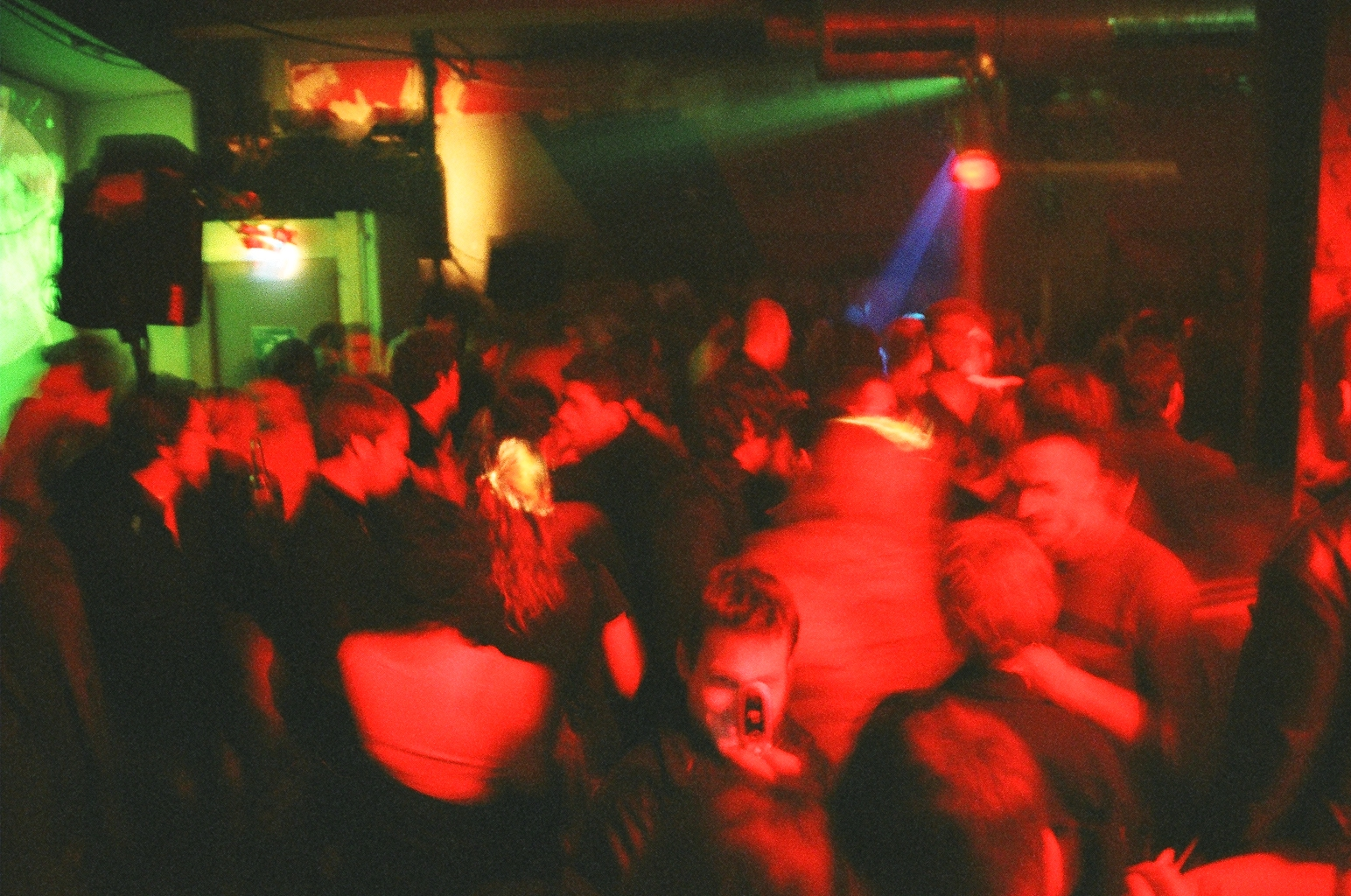
Tłum ludzi tańczących w klubie

Clubbing to sposób spędzania wolnego czasu, zwykle w klubach, w celu obcowania z muzyką, oderwania się od codzienności, przebywania z ludźmi o podobnych zainteresowaniach, stymulowania zmysłów. Muzyka, wizualizacje, styl artystów i klubowiczów wnoszą do clubbingu pierwiastek artystyczny.
Początek tego zjawiska sięga lat osiemdziesiątych XX wieku, kiedy ludzie zaczęli organizować nielegalne imprezy, tzw. rave’y, w dość niezwykłych miejscach, jak magazyny czy opuszczone budynki – jako odpowiedź na kluby nocne i scenę disco. Następnie przeniesiono je do legalnych klubów i nazwano clubbingiem.
W Polsce pierwsze imprezy z muzyką elektroniczną odbywały się w latach 1990–1991, a pierwszym klubem były warszawskie Filtry.
Według innej, węższej, definicji clubbingiem jest spędzanie jednego wieczoru/nocy w kilku klubach z rzędu, częściej spotykane w większych miastach, gdzie blisko jest z jednego klubu do drugiego. W Polsce pojęcie to zyskuje na popularności dzięki rozwojowi rynku muzycznego i inwestycji w nowe kluby w większych miastach”.
Według raportu Ipsos „Gastronomia – HoReCa – On Trade – terra incognita?” w Polsce zjawisko odwiedzania kilku klubów w ciągu jednego wieczoru nie jest aż tak popularne jak się potocznie sądzi: tylko jedna czwarta bywalców odwiedza w ciągu wieczoru więcej niż jeden lokal. Trzy czwarte osób cały wieczór spędza w jednym miejscu. Ponad połowa bywalców odwiedza dwa lub trzy różne lokale w miesiącu, trzydzieści pięć procent chodzi do więcej niż trzech miejsc.